# Formatos de distribución de películas por piratería
Las películas distribuidas en Internet por los grupos warez, pueden estar en diferentes formatos y calidades. La fuente primaria de donde extraen el vídeo y el audio puede ser muy diversa.
La siguiente clasificación atiende a la calidad de la película y su fecha de lanzamiento respecto de la fecha oficial.

## Obtenidos antes del estreno
Son copias de uso promocional dirigidas a miembros del rodaje, críticos de cine y miembros de la academia. Este tipo de formatos suelen estar disponibles antes de que la película sea estrenada en los cines. Aunque la calidad suele ser muy alta, comparable con la de un DVD comercial, la película puede incluir mensajes, escenas en blanco y negro o escenas eliminadas en la versión final.
El formato R5 es una versión comercial, no promocional, pero suele ser lanzada antes que en el resto del mundo.

### R5
Es un DVD comercial de la región 5. 
La región 5 se extiende por casi toda África y gran parte de Asia, incluyendo Rusia y la India.
El formato R5 se diferencia de las otras regiones en que es lanzado antes, ya que no tiene un procesado de imagen posterior. Este método es usado por las productoras para competir con la piratería en zonas donde la piratería es habitual. Los R5 no están pensados para ser vendidos en otras regiones, pero esto no impide que sean distribuidos en Internet.
Al igual que ocurre con el formato Screener, si el DVD está en otro idioma, se sincroniza la imagen con una pista de audio obtenida de otra fuente. A estos R5 se les añade la etiqueta LiNE si el sonido ha sido capturado directamente desde una toma de audio (por ejemplo, algunos cines tienen conectores de auriculares para personas con problemas auditivos).
| Nombres | Calidad de imagen                     | Calidad de sonido                     | Disponibilidad |
| ------- | ------------------------------------- | ------------------------------------- | -------------- |
| R5      | De buena a muy buena (cercana al DVD) | De bueno a muy bueno (cercano al DVD) | Muy común      |

### Screener (SCR)
Es un DVD o Blu-ray Disc de uso promocional. 
Estos discos contienen mensajes indicando que su uso es promocional y en algunas ocasiones incluyen escenas en blanco y negro, pero su calidad suele ser muy similar a la de los DVD comerciales.
Algunas veces la imagen es extraída de un DVD promocional en otro idioma y posteriormente sincronizada con el audio capturado del sistema de sonido de una sala de cine, al igual que el formato Telesync, pero la calidad de imagen es muy superior a este último. A estos Screener se les añade la etiqueta LiNE.
Muchas veces se confunde el término Screener con Cam o Telesync al pensar que es una grabación realizada en un cine, pero en realidad es un formato de alta calidad muy similar al DVDRip.
| Nombres                                   | Calidad de imagen                     | Calidad de sonido                     | Disponibilidad |
| ----------------------------------------- | ------------------------------------- | ------------------------------------- | -------------- |
| SCREENER, SCR, DVDSCR, DVDSCREENER, BDSCR | De buena a muy buena (cercana al DVD) | De bueno a muy bueno (cercano al DVD) | Muy común      |

### Telecine (TC)
Es una copia realizada mediante una máquina que transfiere la película desde el rollo analógico, usado por los proyectores de cine, a formato digital. 
Este tipo de lanzamientos son bastante raros porque las máquinas que realizan la conversión son muy caras y grandes, aunque últimamente se están popularizando. El formato Telecine tiene básicamente la misma calidad que un DVD, dado que ésta es la técnica usada por las productoras para digitalizar una película a DVD. Sin embargo, el resultado es de inferior calidad puesto que los rollos analógicos usados por los cines son de inferior calidad que los originales.
| Nombres      | Calidad de imagen    | Calidad de sonido    | Disponibilidad |
| ------------ | -------------------- | -------------------- | -------------- |
| TELECINE, TC | De buena a muy buena | De bueno a muy bueno | Bastante raro  |

### Workprint (WP)
Es una copia realizada de una versión de una película no terminada. 
Por este motivo puede que tenga escenas sin cortes o que falte material que aparecerá en la película final. También pueden faltar los efectos que son añadidos en la posproducción.
Algunos Workprint tienen un índice de tiempo en una esquina o en el borde superior, y en algunos casos, incluyen una marca de agua. 
| Nombres       | Calidad de imagen      | Calidad de sonido      | Disponibilidad |
| ------------- | ---------------------- | ---------------------- | -------------- |
| WORKPRINT, WP | De regular a muy buena | De regular a muy bueno | Muy raro       |

## Obtenidos en salas de cine
Son grabaciones realizadas con una cámara de vídeo en el cine. En esta categoría se encuentran los formatos con peor calidad, pero suelen llegar a Internet rápidamente después del estreno de la película. En algunas ocasiones, cuando las grabaciones son realizadas en proyecciones previas al estreno, la película puede llegar a Internet antes que a los cines.

### Cam
Tanto la imagen como el sonido son grabados mediante una cámara de vídeo. La calidad de la imagen depende de muchos factores como la calidad de la cámara o el ángulo desde el que se graba. Además, la cámara puede grabar las sombras de los espectadores cuando entran o salen del cine. Por otro lado, el audio es grabado del sonido ambiente del cine mediante el micrófono de la cámara. En ocasiones se oyen murmullos, risas o toses de los espectadores, lo que hace que la calidad del sonido sea mala. La baja calidad de este formato hace que sea bastante impopular.
| Nombres     | Calidad de imagen   | Calidad de sonido     | Disponibilidad |
| ----------- | ------------------- | --------------------- | -------------- |
| CAM, CAMRip | De muy mala a buena | De muy mala a regular | Bastante común |

### Telesync (TS)
La imagen es grabada en el cine con una cámara de vídeo, al igual que en el formato Cam, pero se diferencia de este en que el audio se captura directamente del sonido de la sala a partir del sistema principal o a través de los conectores de audífonos especiales para personas con dispacidad auditiva. Posteriormente es necesario sincronizar el audio y el vídeo en un solo archivo. El hecho de capturar el sonido en lugar de grabarlo hace que la calidad aumente considerablemente. A menudo lanzamientos Cam son mal etiquetados como Telesync.
En la India, donde la mayoría de las películas proceden de Bollywood, es habitual la venta ambulante de películas en formato PDVD, también conocido como Pre-DVD. Este formato es una copia Cam o Telesync de baja calidad grabada en un DVD. A veces es confundido con el formato DVDRip debido a la similitud del nombre.
Cuando la imagen es grabada en HD se suele usar la denominación HDTS o TS-HQ.
| Nombres            | Calidad de imagen    | Calidad de sonido    | Disponibilidad |
| ------------------ | -------------------- | -------------------- | -------------- |
| TELESYNC, TS, PDVD | De buena a muy buena | De bueno a muy bueno | Muy común      |

## Obtenidos de soportes comerciales
En esta categoría se encuentran las mejores calidades. Las fuentes son los DVD, las cintas VHS y algunas otras. Estas películas requieren que en primer lugar se haya lanzado al mercado el DVD original (o el VHS o la fuente que corresponda). Debido a que los lanzamientos suelen diferir en varios meses en diferentes lugares del mundo, algunas variantes consisten en copiar la imagen de DVD extranjeros (por ejemplo lanzados en Japón), y luego agregar el audio o los subtítulos obtenidos de otra fuente, en el idioma destino.
A continuación se indican primero los tipos de fuentes digitales y luego los de fuentes analógicas (VHS).

### DVD-R/DVD5/DVD9/DVDFull
Es una copia exacta del contenido de un DVD comercial. En la mayoría de los casos tiene el contenido completo del DVD original. En raras ocasiones en vez de eliminar contenidos se recomprime el vídeo, bajando la calidad y el tamaño.
| Nombres                 | Calidad de imagen | Calidad de sonido | Disponibilidad |
| ----------------------- | ----------------- | ----------------- | -------------- |
| DVD-R/DVD5/DVD9/DVDFull | 720x480 o 720x576 | AC3 448kbps       | No tan común.  |

### DVDRip/DVDMux
La imagen y el sonido son extraídos de un DVD comercial o DVDFull y comprimidos mediante códecs que reducen su calidad y su tamaño. La pérdida de calidad puede ser prácticamente imperceptible.
Para la compresión de la imagen suelen utilizarse los códecs Xvid y DivX (cada vez menos popular) y para el audio MP3 (estéreo) o AC3 5.1 (sonido envolvente). Posteriormente se almacena la imagen y el sonido en un único archivo, típicamente con formato AVI (el cual va cayendo en desuso). En el proceso de compresión se intenta que el tamaño del archivo resultante pueda ser grabado en un CD (700MB), aunque cada vez son más frecuentes los ripeos de tamaño superior a 1GB (típicamente 1,4GB).
Todos los contenidos extra del DVD son eliminados aunque a veces pueden incluirse dos pistas de audio, la versión original y la doblada. En este caso se les añade la etiqueta DUAL.
La principal diferencia que el DVDRip tiene con el DVDMux viene a ser que el último es codificado con el codec H.264 (AVC) u H.265 (HEVC), y el códec de audio usado son AAC o AC3, y son multiplexados en un contenedor .mp4 o .mkv, conteniendo una pista de vídeo, varias pistas de audio y varias pistas de subtítulos, lo que supone una gran ventaja frente al contenedor .avi. Este último tipo de formato es el más popular en los sitios warez.
| Nombres | Calidad de imagen | Calidad de sonido | Disponibilidad |
| ------- | ----------------- | ----------------- | -------------- |
| DVDRIP  | 720x480 o 720x576 | AC3 448kbps       | Común          |

### HDRip
El HDRip se caracteriza por ser un ripeo que genera un archivo de salida que está en alta definición pero cuya fuente (BluRayDisc, BluRay, HDTV, WEB-DL o WEBRip) es extraída y codificada a un formato de menor resolución y menor tasa de bits. En la mayoría de veces, están en 1280x720p.
El proceso de compresión es el mismo que en DVDRip, produciendo un archivo de vídeo de un tamaño que ronda entre los 700 MB y 2GB (dependiendo del nivel de compresión) y puede contener varias pistas de audio y de subtítulos.
| Nombres | Calidad de imagen     | Calidad de sonido | Disponibilidad |
| ------- | --------------------- | ----------------- | -------------- |
| HDRIP   | 1280x720 recodificada | AC3 u AAC         |                |

### WEB-DL/WEB-DLMux
Este es un rip extraído de archivos de películas de cualquier plataforma (Netflix, Prime Video, Youtube, Play Movies, Anime Onegai, entre otros, también cuentan los IPTV). Normalmente, al descargar estos archivos vienen protegidos con tecnología DRM y se les quita la protección obteniendo los datos necesarios. Se multiplexan en archivos .mkv con vídeo H.264 y audio (este depende de la plataforma en lo general son "AAC, HE-AAC, EAC3, AC3). A veces, se recodifica a una menor resolución y menor tasa de bits, al cual se le llama WebdlRip, ya que ha sido codificado de una fuente WEB-DL original. Para este rip se utilizan los códecs H.264 y AAC/AC3 en contenedor .mp4 o XviD/DivX y MP3 en contenedor .avi, y se tiende a reducir la resolución a 720x404 para los archivos .mp4 o 624x352 para el contenedor .avi. En grupos de piratería se le llama también WEB-DLMux a todo archivo WEB-DL que tenga adheridos audios de otra fuente (por decir, una película de iTunes originalmente en inglés, con audio español como segunda opción obtenido de una segunda fuente) y multiplexado en un contenedor MKV.
| Nombres                      | Calidad de imagen | Calidad de sonido      | Disponibilidad |
| ---------------------------- | ----------------- | ---------------------- | -------------- |
| WEB-DL, WEB-DLRip, WEB-DLMux | 720p o 1080p      | AAC, HE-AAC, AC3, EAC3 | Muy común      |

### WEBRip
Este formato  es una grabación mediante programas de internet, que consiste en igualar el formato WEB-DL. Esto lo hacen los usuarios que no saben crear ficheros WEB-DL y su única opción es simplemente grabar. Usan programas comunes como "FlixGrab" entre otros. Usualmente, son archivos H.264, cada vez más H.265 y con contenedor mp4, pero algunos grupos multiplexan el archivo a contenedor MKV.
| Nombres | Calidad de imagen | Calidad de sonido | Disponibilidad |
| ------- | ----------------- | ----------------- | -------------- |
| WEBRip  | 1080p             | AAC               | Medio          |

### WEBCap
Esta es una captura grabada con una capturadora de pantalla directamente desde la página web o desde la tv en el que se ofrece el contenido deseado, al no poder saber hacer un WEB-DL. La resolución puede ser pésima, comparada con algunos rips DivX mal hechos, a ser comparable con BRRip. No es muy común, y se recomienda evitar estas capturas
| Nombres | Calidad de imagen | Calidad de sonido | Disponibilidad |
| ------- | ----------------- | ----------------- | -------------- |
| WEBCap  | Mediana a mala    | Normal            | Raro           |

### BDMV
Similar al DVDFull. Es una copia exacta del contenido de un Disco Blu-ray comercial previamente desencriptado. Son distribuidos como una Imagen ISO o la carpeta BDMV con los archivos m2ts del disco.
Son comunes en sitios web BitTorrent de Anime como Nyaa Torrents, los usuarios argumentan que la animación gana granulado al momento de ser codificado para el rippeado o no están conformes con la calidad de un BDRip.
En la mayoría de los casos tiene el contenido completo del Disco Blu-ray original. 
| Nombres | Calidad de imagen | Calidad de sonido                 | Disponibilidad |
| ------- | ----------------- | --------------------------------- | -------------- |
| BDMV    | 1920x1080 o 4K    | AC3, PCM, DolbyDTS o Dolby TrueHD | No tan común.  |

### BDRip/BRRip
BDRip es un rip en el que se codifica el vídeo de un BluRayDisc directamente, usando un codificador H.264 o x265 y multiplexando el vídeo y el audio DTS 5.1 a 1500 kbps, AAC o AC3 5.1 640kbps en un contenedor MKV. En ripes de material musical como conciertos, óperas, ballets, etc, que incorpora pistas de audio de alta calidad sin comprimir (PCM) en ocasiones el audio es comprimido usando el códec FLAC a 3200 kbps (24 bits, 5.1), 1400 kbps (24 bits estéreo), 1500 kbps (16 bits 5.1) o 700 kbps (16 bits estéreo), aproximadamente pues la tasa de bits en FLAC es variable. BRRip es una codificación de un BDRip y, por consiguiente, tienen una calidad inferior a este último, ya que comprime más el vídeo y el audio y pierde calidad. 
Estos dos pueden tener varias pistas de audio y subtítulos debido al contenedor MKV.
| Nombres      | Calidad de imagen | Calidad de sonido                                  | Disponibilidad |
| ------------ | ----------------- | -------------------------------------------------- | -------------- |
| BDRip, BRRip | 1080p             | DTS 1500kbps, FLAC ~3200-700kbps, AAC, AC3 640kbps | El más común   |

## Obtenidos de emisiones de televisión
Esta categoría comprende a los programas series y/o anime que son grabados desde canales de televisión, también se conoce como DVBRip a la clasificación general.

### HDTV
Capturado desde una emisión digital de alta definición. La calidad es mejor que un DVDRip o un HDrip, pero menor que un BDRip. Originalmente, estos rips tienen la resoluciones 1280x720p o 1920x1080i. Incluye pistas de audio AC3 a 384kbps. Muy común en los trackers de habla inglesa. Son recodificados a 720x404 con audio AAC y contenedor MP4 en resolución estándar, habitualmente para hacer una versión ligera, o multiplexados a 1280x720 progresivo o 1920x1080 desentrelazado con audio AC3 y contenedor MKV.
Una práctica que se está volviendo muy común que está siendo categorizada en este formato son las grabaciones hechas de series y películas de Netflix por medio de una videograbadora personal en alta definición, sin necesidad de realizar un WEBCap, y se obtiene una calidad de vídeo y audio cercana a la fuente original. Este tipo de formato de grabación de programas en Netflix está ganando popularidad en los scene-groups.
| Nombres | Calidad de imagen   | Calidad de sonido | Disponibilidad   |
| ------- | ------------------- | ----------------- | ---------------- |
| HDTV    | 1080p, 1080i o 720p | AC3 384kbps       | El más propagado |

### DSRip/SATRip
Captura de definición estándar desde una señal satelital, como DVB-S. La imagen se compara a la de un DVD
| Nombres      | Calidad de imagen | Calidad de sonido | Disponibilidad |
| ------------ | ----------------- | ----------------- | -------------- |
| DSRip/SATRip | 480p/576p         | AC3 192kbps       | No tan común   |

### PDTV/SDTV
PDTV son las siglas de Pure Digital Television (Televisión Digital Pura). Suele verse como parte del nombre de archivo de programas de televisión compartidos vía redes P2P. Es una etiqueta dada a los archivos que han sido copiados (ripeados) directamente de una fuente puramente digital, con menos resolución que la HDTV. Esto se consigue, por ejemplo, usando una tarjeta sintonizadora de televisión capaz de recibir televisión digital. En Europa, también se conoce como DVBRip, en alusión al estándar europeo de televisión digital DVB.
PDTV comprende distintos métodos de captura y fuentes, pero generalmente se trata de una captura de una transmisión en Definición estándar o no de Alta definición sin ninguna conversión analógica-a-digital, sino que se copian directamente las transmisiones MPEG.Televisión de resolución estándar de cable digital capturado por ATSC o DVB-C. La calidad es mejor que la de DVD, a diferencia de que este contiene un audio AC3 (usado en los DVD) a 192kbps estéreo, mientras que los DVD usan 384kbps a 640kbps con 6 canales de audio.
| Nombres | Calidad de imagen | Calidad de sonido | Disponibilidad           |
| ------- | ----------------- | ----------------- | ------------------------ |
| PDTV    | 720x480p          | AC3 192kbps       | Raro                     |
| SDTV    | 720x576p          | AC3 192kbps       | Común en sitios europeos |

### TVRip
Grabado desde una emisión de televisión analógica.
| Nombres | Calidad de imagen | Calidad de sonido | Disponibilidad                      |
| ------- | ----------------- | ----------------- | ----------------------------------- |
| TVRip   | 720x480i/720x576i | MP2 224kbps       | Antiguamente, era el más extendido. |

### DVBRip/TDTRip
Televisión en definición estándar capturado por señales DVB-T. 
| Nombres       | Calidad de imagen | Calidad de sonido | Disponibilidad                                       |
| ------------- | ----------------- | ----------------- | ---------------------------------------------------- |
| DVBRIp/TDTRip | 720x576p          | AC3 192-256kbps   | Común en sitios de piratería europeos y australianos |

### EDTV (Enhanced-Definition Television)
Televisión de resolución estándar digital originalmente con resolución progresiva (480p o 576p) captado digitalmente. Se está volviendo una tendencia en Europa debido a que las señales digitales de resolución estándar se envían ahora de forma progresiva, desechando el desentrelazado.
| Nombres | Calidad de imagen    | Calidad de sonido | Disponibilidad |
| ------- | -------------------- | ----------------- | -------------- |
| EDTV    | 854x480p o 1024x576p | Desconocido       | Rarísimos      |

## Calificadores
- REPACK: Si un grupo ha sacado una película/serie con algún fallo, sacarán una nueva versión que llamarán repack.

- NUKED: No aprobada. Versión que no cumple las reglas de ripeo que varios grupos han acordado entre sí a la hora de grabar una película. Normas: tdx. Hay muchas razones, las típicas son: 
  - Bad a/r: Bad aspect ratio. Relación de aspecto errónea. La imagen es más alta o más estrecha de lo que debe ser.
  - Bad IVTC: Telecine Inverso Erróneo. El proceso de Telecine Inverso consiste en cambiar la cantidad de cuadros por segundo (fps, frames per second). Para lograr mayor compresión, suele reducir esta cantidad al 23,976 fps, considerado en la industria como la mínima aceptable. Bad Ivtc señala que este proceso se ha realizado con errores.

- PROPER: La costumbre señala que el primero que publica una película (normalmente cam o telesync) gana la carrera (logra la mayor difusión por medios P2P) y el segundo no podrá alcanzarlo. Pero si la calidad de la primera publicación es baja, otro grupo tendrá la oportunidad de publicar una versión "apropiada" (proper) de la misma película. La razón para sacar esa versión proper ha de ser incluida en el nfo.

- LIMITED: Una película "limited" significa que se ha visto en menos de 250 cines en EE.UU.

- Internal: Se distribuyen de forma "interna" por varios motivos. Normalmente es para recuperar viejos ripeos en DVD (es decir, están duplicando una película ya publicada hace tiempo), o cuando la fuente es una grabación de mala calidad y no quieren que se nukee. Los internal no se rigen por las normas anteriores de calidad (si es internal, puedes meter ahí cualquier basura).